# André Kiser
André Kiser (10 aprile 1958) è un bobbista svizzero.

## Biografia
Viene ricordato di una medaglia d'oro nella sua disciplina, vittoria ottenuta ai campionati mondiali del 1986 (edizione tenutasi a Königssee, Germania) insieme ai connazionali Erich Schärer, Kurt Meier e Erwin Fassbind. Nell'edizione l'argento andò all'Austria il bronzo all'altra svizzera. Vinse anche un'altra medaglia d'oro nel 1987, nella stessa edizione vinse una medaglia d'argento nel bob a due.